# Noah Gray-Cabey
Noah Gray-Cabey (Newry, Maine, 1995. november 16. –) amerikai színész.
Gray-Cabey a Maine államban fekvő Newry-ban született az Egyesült Államokban, Whitney Gray és Shawn Cabey gyermekeként. Tizennyolc hónapos korában kezdett zongoraleckéket venni. Négyévesen már számos koncerten játszott szerte Új-Anglia és Washington államokban valamint első turnéja keretében a New England Szimfonikus Zenekarral Jamaicán is fellépett. 2001-ben Ausztráliában folytatta és ötévesen a Sydney Operaház történetének legfiatalabb zenekari kísérettel játszó szólistája lett. Nyolcéves korára már neves fiatal zenésznek számított.
A televíziózás világában 2001 decemberében debütált és azóta is folyamatosan a képernyőn van. Egy-egy epizód erejéig vendégszereplő volt a CSI: Miami helyszínelők, A Grace klinika, és a Ghost Whisperer című sorozatokban. 2002-ben visszatérő szerepet kapott az Életem értelmei című vígjátéksorozatban, majd 2003-tól főszereplővé lépett elő a sorozat 2005-ös befejezéséig. 2006-ban megkapta a Hősök című sorozat egyik főszerepét, amiben Micah Sanderst, a különleges képességgel megáldott csodagyereket alakítja.
Filmes debütálása Joey Dury szerepének eljátszása volt az M. Night Shyamalan által rendezett Lány a vízben című filmben, amely 2006 nyarán került a mozikba.